# Armijas Sporta Klubs Rīga
Il Armijas Sporta Klubs Rīga (in lettone Club sportivo dell'esercito di Riga), meglio nota come ASK Riga è stata una società polisportiva lettone, nota soprattutto per la sua sezione cestistica, ai vertici del basket europeo negli anni '50.

## Sezioni
- Basketbola klubs ASK Rīga, squadra di pallacanestro
- Futbola Klubs ASK Rīga: squadra di calcio